# Richard Tolkien
Ne doit pas être confondu avec JR Tolkien ou J. R. R. Tolkien.
Richard Tolkien né le 9 janvier 1955  est un navigateur et Skipper professionnel britannique.

## Biographie
En 1992 il devient skippeur d'un voilier dessiné par Philipp Morrison et construit par le chantier Rowsell and Morrison en 1990 : Enif. Il s'engage dans la Transat anglaise qu'il termine en sixième position en classe IMOCA et 14e au classement général.
En 1999 Il rachète Fujicolor III, un IMOCA de 1992, qu'il engage dans le Vendée Globe sous le nom This Time - Argos - Help For Autistic Children. Il est contraint à l'abandon.
En 2001 il repart sur le même bateau pour participer à la Transat Jacques-Vabre qu'il termine en onzième position en classe IMOCA
Seize ans après avoir participé pour la première fois, alors qu'il avait été contraint d'abandonner, Richard Tolkien devait, le 6 novembre 2016, prendre le départ du Vendée Globe. Le skipper britannique devait être sur un bateau plus ancien, mais fiable, ayant déjà fait quatre fois le tour du monde entre les mains de Thomas Coville, Sébastien Josse, Arnaud Boissières et Alessandro di Benedetto, il espérait faire une cinquième circumnavigation avec mais le 13 mai 2016 lors de la Transat anglaise il est blessé et doit être recueilli par un cargo. Il renonce au Vendée Globe et le 2 juin son bateau est sabordé par les membres de son équipe technique. Flottant entre deux-eaux, l'épave s'échouera un an et demi plus tard à Porto Rico.

## Palmarès
- 1985
  - 2e de la Round Britain and Ireland Race dans sa classe sur The Scanner en double avec David Bartlett[6]

- 1989
  - Vainqueur de la Round Britain and Ireland Race dans sa classe

- 1992
  - 6e de la Transat anglaise en monocoques 60 pieds sur Enif Morgan Grenfell

- 2000
  - Abandon dans le Vendée Globe sur This Time - Argos - Help For Autistic Children

- 2001
  - 11e de la Transat Jacques-Vabre en classe IMOCA sur This Time - Argos - Help For Autistic Children

- 2006
  - Vainqueur de la Route du Rhum en Class40

- 2009
  - 37e de la course Les Sables-Horta-Les Sables sur Orca avec Tom Humphreys[7]
  - 9e de la Fastnet Race sur Orca avec Tom Hayhoe[8]
  - Abandon dans la Solidaire du chocolat sur Orca avec Neal Brewer[9]

- 2010
  - 33e de la Route du Rhum - La Banque postale en Class 40 sur Orca[10]

- 2014
  - 14e de la Normandy Channel Race sur Kegane en double avec Patrice Bougard[11]

- 2016
  - Abandon dans la Transat anglaise en classe IMOCA sur 44